# Opuntia joconostle
Opuntia joconostle ist eine Pflanzenart in der Gattung der Opuntien (Opuntia) aus der Familie der Kakteengewächse (Cactaceae). Das Artepitheton joconostle verweist auf den Nahuatl-Trivialnamen „Joconostele“ oder „Xoconochtle“ für die Früchte der Art. Spanische Trivialnamen sind „Tempranilla“ und „Tuna Blanca“.

## Beschreibung
Opuntia joconostle wächst baumähnlich mit zahlreichen Zweigen und erreicht Wuchshöhen von 2 bis 3 Metern. Die gut ausgebildeten Stämme besitzen einen Durchmesser von bis zu 20 Zentimetern. Die kleinen, kahlen Triebabschnitte sind gelblich grün. Die aus den Areolen entspringenden, ungleichen Dornen sind weißlich.
Die Blüten sind gelb. Die fast kugelförmigen Früchte erreichen Durchmesser von bis zu 2 Zentimetern.

## Verbreitung und Systematik
Opuntia joconostle ist in Mittel-Mexiko auf der Altiplano-Hochebene verbreitet.
Die Erstbeschreibung wurde 1928 von Frédéric Albert Constantin Weber vorgenommen.

## Nachweise